# Gartenstadt (Braunschweig)
Die Gartenstadt ist ein Stadtteil Braunschweigs und liegt im Stadtbezirk 310 – Westliches Ringgebiet.

## Geschichte
Am 29. Juni 1933 wurde sie zunächst als „Dietrich-Klagges-Stadt“, benannt nach dem NSDAP-Ministerpräsidenten des Freistaates Braunschweig Dietrich Klagges, gegründet. Am 24. März 1934 wurde das erste Richtfest gefeiert.
Unter dem Namen „Dietrich-Klagges-Stadt“ wurde 1943 im Bereich Diestelbleek/Hainbergstraße ein Arbeitslager für 1.100 Frauen und Männer aus Polen und für Kriegsgefangene aus Frankreich, Belgien und den Niederlanden errichtet. Verwaltet wurde das Lager von den Vereinigten Braunschweiger Fleischwerken Strucke & Witte. Auch für die Braunschweiger Firma Büssing waren dort etwa 50 Zwangsarbeiter untergebracht.
Die Wohnsiedlung am südwestlichen Stadtrand wurde nach dem Ende des Zweiten Weltkrieges zunächst in „Gartenstadt Rüningen“ umbenannt, am 5. September 1955 dann in „Braunschweig-Gartenstadt“.
Heute wird die Gartenstadt im Süden und Westen durch den Fuhsekanal, im Norden durch Gleisanlagen und im Osten durch die A391 und die A39 begrenzt.
Bereits 1926 wurde mit der Bebauung des Siegfriedviertels in Braunschweig ebenso nach gartenstädtischen Gesichtspunkten begonnen.

## Wirtschaft und Infrastruktur

### Verkehr
Die Gartenstadt hat mit der Anschlussstelle Braunschweig-Gartenstadt eine direkte Anbindung an die A 391.
Der Stadtteil hat mit Buslinie 413 der Braunschweiger Verkehrs-GmbH Anschluss an den Nahverkehr in Braunschweig.

### Bildung
- Städtische Kindertagesstätte Gartenstadt
- Grundschule Gartenstadt